# Sombres Soupçons
Pour plus de détails, voir Fiche technique et Distribution.
Sombres Soupçons (The Rich Man's Wife) est un film américain réalisé par Amy Holden Jones en 1996.

## Synopsis
Déprimée par un mauvais mariage, une femme se confie à un inconnu dans un bar, souhaitant la mort de son riche mari. Quelques jours plus tard, ce dernier est retrouvé sans vie. 

## Fiche technique
- Titre français : Sombres Soupçons
- Titre original : The Rich Man's Wife
- Scénario et réalisation : Amy Holden Jones
- Production : Julie Bergman Sender et Roger Birnbaum
- Musique : John Frizzell
- Thème principal : James Newton Howard
- Photographie : Haskell Wexler
- Montage : Wendy G. Bricmont et Glenn Garland
- Société de production : Caravan Pictures, Hollywood Pictures
- Société de distribution : Buena Vista Home Entertainment
- Pays d'origine :  États-Unis
- Langue : anglais
- Format : Couleur 35 mm
- Genre : Thriller
- Durée : 95 min
- Date de sortie : 1996
  - Classification :
- États-Unis : R
- France : interdit aux moins de 16 ans en raison de la violence et du langage

## Distribution
- Halle Berry (VF : Annie Milon) : Josie Potenza
- Clive Owen (VF : Bruno Choël) : Jake Golden
- Peter Greene (VF : Bernard Gabay) : Cole Wilson
- Christopher McDonald (VF : Bruno Carna) : Tony Potenza
- Frankie Faison (VF : Daniel Kamwa) : Detective Ron Lewis
- Charles Hallahan (VF : Saïd Amadis) : Detective Dan Fredricks
- Clea Lewis (VF : Marie-Christine Robert) : Nora Golden
- Allan Rich : Bill Adolphe

Source et légende : Version française (VF) sur Forum Doublage Francophone .